# Myelochroa entotheiochroa
Myelochroa entotheiochroa är en lavart som först beskrevs av Hue, och fick sitt nu gällande namn av Elix & Hale. Myelochroa entotheiochroa ingår i släktet Myelochroa,  och familjen Parmeliaceae.   Inga underarter finns listade.